# Première bataille de Karamga
Insurrection de Boko Haram
Le combat de Karamga a lieu le 19 février 2015 pendant l'insurrection de Boko Haram.

## Déroulement
Le soir du 19 février 2015, vers 21 heures, les djihadistes de Boko Haram attaquent l'île de Karamga, située sur le Lac Tchad, à la frontière entre le Niger, le Nigeria et le Tchad,.
Les assaillants accostent l'île à l'aide de pirogues puis s'infiltrent jusqu'au village de Karamga d'où ils attaquent les positions de l'armée nigérienne. Les militaires nigériens parviennent à repousser les djihadistes qui se replient sur leurs embarcations et tentent de gagner le Tchad. Ils sont cependant repérés, l'aviation tchadienne intervient et détruit leurs cinq pirogues,. 
Selon le communiqué du colonel Moustapha Ledru, porte-parole du ministère de la Défense, le bilan du combat est de sept tués, quatre blessés et cinq disparus du côté de l'armée nigérienne et de quinze morts pour les djihadistes. Un civil a également été tué par les assaillants. 